# Дишинген
Дишинген (њем. Dischingen) општина је у њемачкој савезној држави Баден-Виртемберг. Једно је од 11 општинских средишта округа Хајденхајм. Према процјени из 2010. у општини је живјело 4.510 становника. Посједује регионалну шифру (AGS) 8135010.

## Географски и демографски подаци
Дишинген се налази у савезној држави Баден-Виртемберг у округу Хајденхајм. Општина се налази на надморској висини од 463 метра. Површина општине износи 78,1 km². У самом мјесту је, према процјени из 2010. године, живјело 4.510 становника. Просјечна густина становништва износи 58 становника/km².